# 須賀雄大
須賀 雄大（すが たけひろ, 1982年6月30日 - ）は、東京都新宿区出身のフットサル選手・フットサル指導者。2021年までフウガドールすみだ監督を務めた。暁星小学校、暁星中学校・高等学校、武蔵大学卒業。

## 経歴
東京都新宿区出身。小学生時代にはわんぱく相撲新宿区大会で優勝。暁星小学校、暁星中学校・高等学校を経て、暁星高校サッカー部引退を機に森のくまさんを立ち上げてフットサルを本格的に始める。暁星高校では1年先輩に前田遼一がおり、北原亘や稲葉洸太郎と同期で、北原や稲葉とはくまさんでも一緒にプレーした。暁星高校サッカー部ではBチームであり、途中からは選手ではなくマネージャーを務めていた。マネージャー経験は、雰囲気作りも含めて、その後のフットサルチームで生かされていく。
2001年には都立駒場高校サッカー部OBの太見寿人らがBOTSWANA FC MEGUROを結成。翌年にはBOTSWANAにくまさんが合流し、東京都オープンリーグ、東京都フットサルリーグ2部、東京都フットサルリーグ1部と3年連続で優勝してカテゴリーを駆け上がる。2005年に選手としての活動を引退。
2005年、22歳でBOTSWANA FC MEGURO監督就任。暁星高校の後輩の星翔太は、府中アスレティックFCの選考に落ちた後にBOTSWANAに加入している。2006年には全日本フットサル選手権大会(PUMA CUP)に初出場。2007年にはクラブ名がFUGA MEGUROに変更され、同年から2009年には関東フットサルリーグ初優勝を含む3連覇を達成。この間の2009年にはクラブ名がFUGA TOKYOに変更されており、星翔太や佐藤亮などを擁してPUMA CUPで優勝した。フットサル東京都選抜監督の指揮を執っており、2009年には全国選抜大会で優勝。2010年は2位だったが、2011年に関東リーグで4度目の優勝。
2011年末には拠点を目黒区から墨田区に移転。2012年にはフウガすみだに改名し、関東リーグで2連覇・全日本選手権ではFリーグクラブを破って準優勝。Fリーグ準会員クラブとなり、2012-13シーズンから2シーズンFリーグ準会員リーグに参加。FUTSAL地域チャンピオンズリーグでは2010年から4年連続で優勝。2013年11月にFリーグ参入が認められ、フウガドールすみだに改名して2014-15シーズンからFリーグで戦っている。

## 所属・指導クラブ

### 選手
サッカー
- 暁星小学校
- 1995年–2001年 暁星中学校・高等学校

フットサル
- 1999年-2001年 森のくまさん（暁星高校サッカー部OBチーム）
- 2002年–2005年 BOTSWANA FC MEGURO（東京都リーグ→関東リーグ）

### 指導者
- 非常設 フットサル東京都選抜監督
- 2005年-2021年 BOTSWANA FC MEGURO / FUGA MEGURO / FUGA TOKYO / フウガすみだ / フウガドールすみだ（関東リーグ→Fリーグ）

## タイトル

### 選手
わんぱく小学生時代
- わんぱく相撲新宿区大会
  - 1993年

BOTSWANA
- 東京都フットサルオープンリーグ
  - 2002年
- 東京都フットサルリーグ2部
  - 2003年
- 東京都フットサルリーグ1部
  - 2004年

### 指導者
BOTSWANA / FUGA MEGURO / FUGA TOKYO / フウガすみだ / フウガドールすみだ
- 関東フットサルリーグ : 6回
  - 2007年、2008年、2009年、2011年、2012年、2013年
- FUTSAL地域チャンピオンズリーグ : 5回
  - 2010年、2011年、2012年、2013年、2014年
- 全日本フットサル選手権大会(PUMA CUP) : 1回
  - 2009年

フットサル東京都選抜監督
- 全国選抜大会
  - 2009年

## 著書
- 『日本一監督が教える フットサル速攻マニュアル100』白夜書房、2009年（北健一郎との共書）
- 『日本一監督が教える フットサル超速攻マニュアル120』白夜書房、2012年（北健一郎との共書）
- 『日本一監督が教える フットサル速攻マニュアル220』ガイドワークス、2014年（北健一郎との共書）